# German Darts Grand Prix
| German Darts Grand Prix | German Darts Grand Prix |
| ----------------------- | ----------------------- |
| Sportart                | Darts                   |
| Organisator             | PDC                     |
| Turnierart              | Ranglistenturnier       |
| Austragungsort          | Zenith, München         |
| Austragungszeitraum     | wechselnd               |
| Rekordsieger            | Michael van Gerwen (4×) |
| amtierender Sieger      | Michael van Gerwen      |
| Letzte Austragung       | 2025                    |
| Nächste Austragung      | 2026                    |

Der German Darts Grand Prix ist ein Ranglistenturnier der Professional Darts Corporation. Es ist ein Event der European Darts Tour, welche im Rahmen der Pro Tour durchgeführt wird. Es wurde 2017 zum ersten Mal ausgetragen. Es findet seit 2018 am Osterwochenende (Karsamstag, Ostersonntag und Ostermontag) statt.

## Format
Das Turnier wird im K.-o.-System gespielt. Spielmodus ist seit 2018 in den ersten drei Runden best of 11 legs, im Halbfinale best of 13 legs und im Finale best of 15 legs.
Jedes leg wird im double-out-Modus gespielt.

## Preisgeld
Bei diesem Turnier werden insgesamt £ 175.000 an Preisgeldern ausgeschüttet.
Das Preisgeld verteilt sich unter den Teilnehmern wie folgt:
| Position (Anzahl der Spieler) | Position (Anzahl der Spieler) | Preisgeld |
| ----------------------------- | ----------------------------- | --------- |
| Gewinner                      | (1)                           | £ 30.000  |
| Finalist                      | (1)                           | £ 12.000  |
| Halbfinalisten                | (2)                           | £ 8.500   |
| Viertelfinalisten             | (4)                           | £ 6.000   |
| Achtelfinalisten              | (8)                           | £ 4.000   |
| Verlierer der 2. Runde        | (16)                          | £ 2.500   |
| Verlierer der Vorrunde        | (16)                          | £ 1.250   |
|                               |                               |           |
|                               |                               | £ 175.000 |

## Finalergebnisse
| Jahr | Austragungsort          | Sieger                               | Ergebnis                             | Finalist                             | Preisgeld                            | Preisgeld                            |
| Jahr | Austragungsort          | Sieger                               | Ergebnis                             | Finalist                             | Gesamt                               | Sieger                               |
| ---- | ----------------------- | ------------------------------------ | ------------------------------------ | ------------------------------------ | ------------------------------------ | ------------------------------------ |
| 2017 | Maimarkthalle, Mannheim | Michael van Gerwen                   | 6 : 3                                | Rob Cross                            | 0£ 135.000                           | 0£ 25.000                            |
| 2018 | Zenith, München         | Michael van Gerwen                   | 8 : 5                                | Peter Wright                         | 0£ 135.000                           | 0£ 25.000                            |
| 2019 | Zenith, München         | Michael van Gerwen                   | 8 : 3                                | Simon Whitlock                       | 0£ 140.000                           | 0£ 25.000                            |
| 2020 | Zenith, München         | Abgesagt wegen der COVID-19-Pandemie | Abgesagt wegen der COVID-19-Pandemie | Abgesagt wegen der COVID-19-Pandemie | Abgesagt wegen der COVID-19-Pandemie | Abgesagt wegen der COVID-19-Pandemie |
| 2021 | nicht ausgetragen       | nicht ausgetragen                    | nicht ausgetragen                    | nicht ausgetragen                    | nicht ausgetragen                    | nicht ausgetragen                    |
| 2022 | Zenith, München         | Luke Humphries                       | 8 : 2                                | Martin Lukeman                       | 0£ 140.000                           | 0£ 25.000                            |
| 2023 | Zenith, München         | Michael Smith                        | 8 : 5                                | Nathan Aspinall                      | 0£ 175.000                           | 0£ 30.000                            |
| 2024 | Zenith, München         | Luke Humphries                       | 8 : 1                                | Michael van Gerwen                   | 0£ 175.000                           | 0£ 30.000                            |
| 2025 | Zenith, München         | Michael van Gerwen                   | 8 : 5                                | Gian van Veen                        | 0£ 175.000                           | 0£ 30.000                            |

## Höchste Averages
Die Tabelle nennt die zehn höchsten Averages in der Turniergeschichte.
| #  | Spieler            | Jahr | Runde        | Average | Ergebnis |
| -- | ------------------ | ---- | ------------ | ------- | -------- |
| 1  | Gerwyn Price       | 2024 | Achtelfinale | 112,73  | Sieg     |
| 2  | Luke Humphries     | 2024 | Finale       | 112,66  | Sieg     |
| 3  | Luke Humphries     | 2024 | Achtelfinale | 111,63  | Sieg     |
| 4  | Josh Rock          | 2025 | Achtelfinale | 111,42  | Sieg     |
| 5  | Michael van Gerwen | 2017 | 2. Runde     | 111,33  | Sieg     |
| 6  | Michael van Gerwen | 2017 | Finale       | 111,00  | Sieg     |
| 7  | Rob Cross          | 2019 | Achtelfinale | 110,98  | Sieg     |
| 8  | Gian van Veen      | 2025 | Halbfinale   | 110,81  | Sieg     |
| 9  | Martin Schindler   | 2022 | Achtelfinale | 109,24  | Sieg     |
| 10 | Rob Cross          | 2017 | Achtelfinale | 109,01  | Sieg     |